# Lucas 23

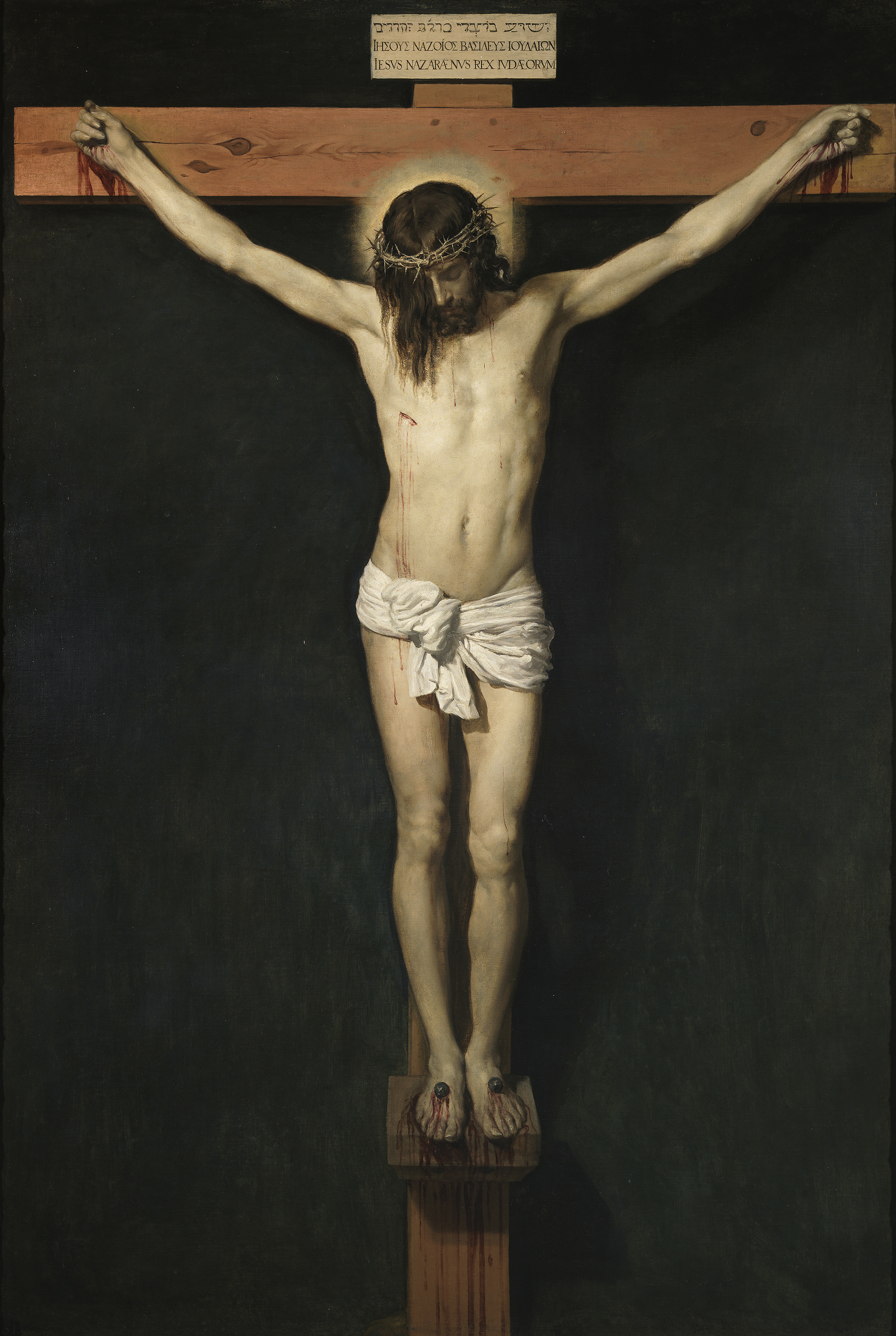
"Cristo Crucificado", o tema central de Lucas 23.
1632. Por Diego Velázquez, no Museu do Prado, em Madrid

Lucas 23 é o vigésimo-terceiro capítulo do Evangelho de Lucas no Novo Testamento da Bíblia. Depois da prisão de Jesus no capítulo anterior, este relata os eventos que levam à sua crucificação.

## Corte de Pilatos

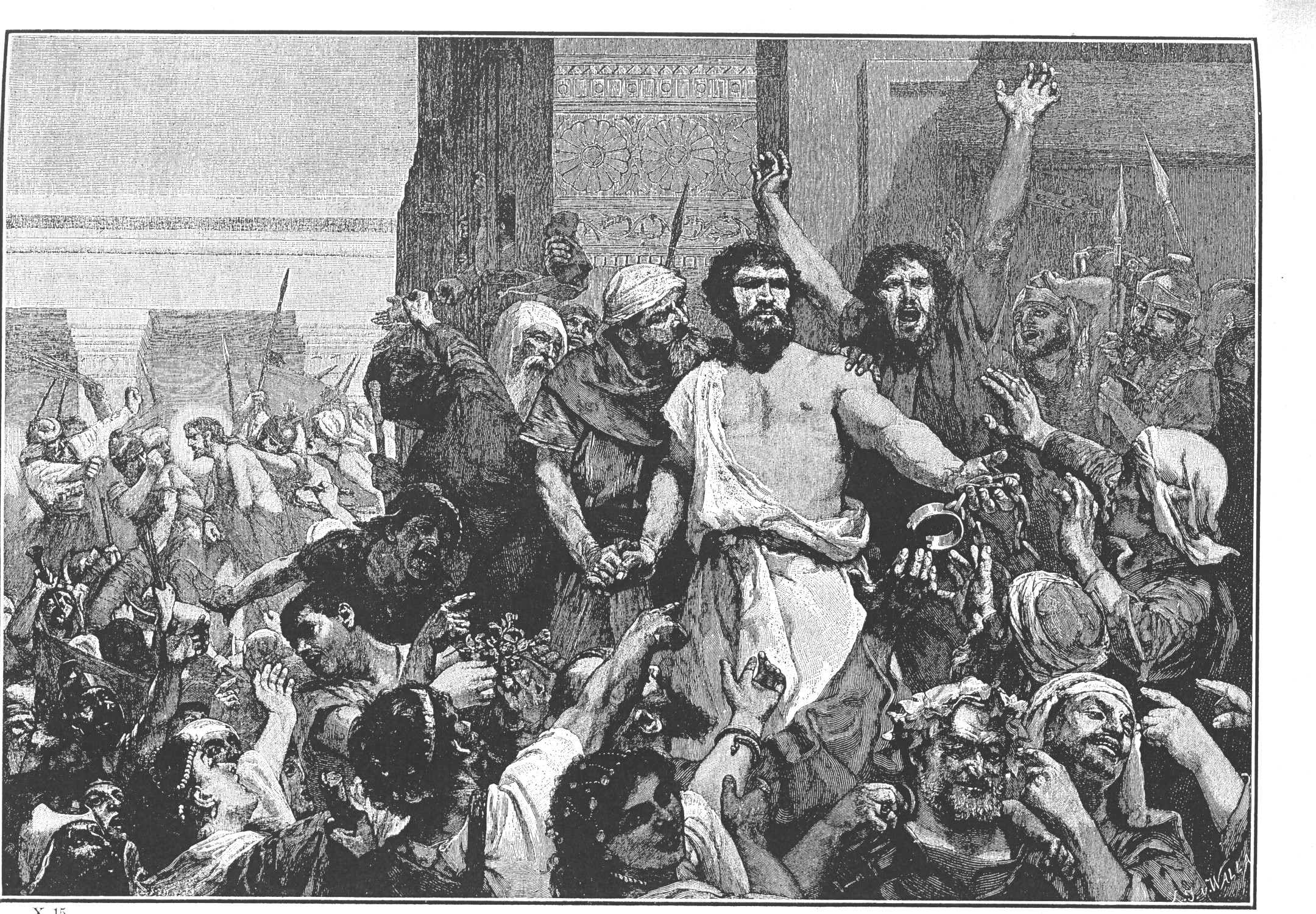
"Queremos Barrabás!" (1910), gravura em The Bible and its Story Taught by One Thousand Picture Lessons

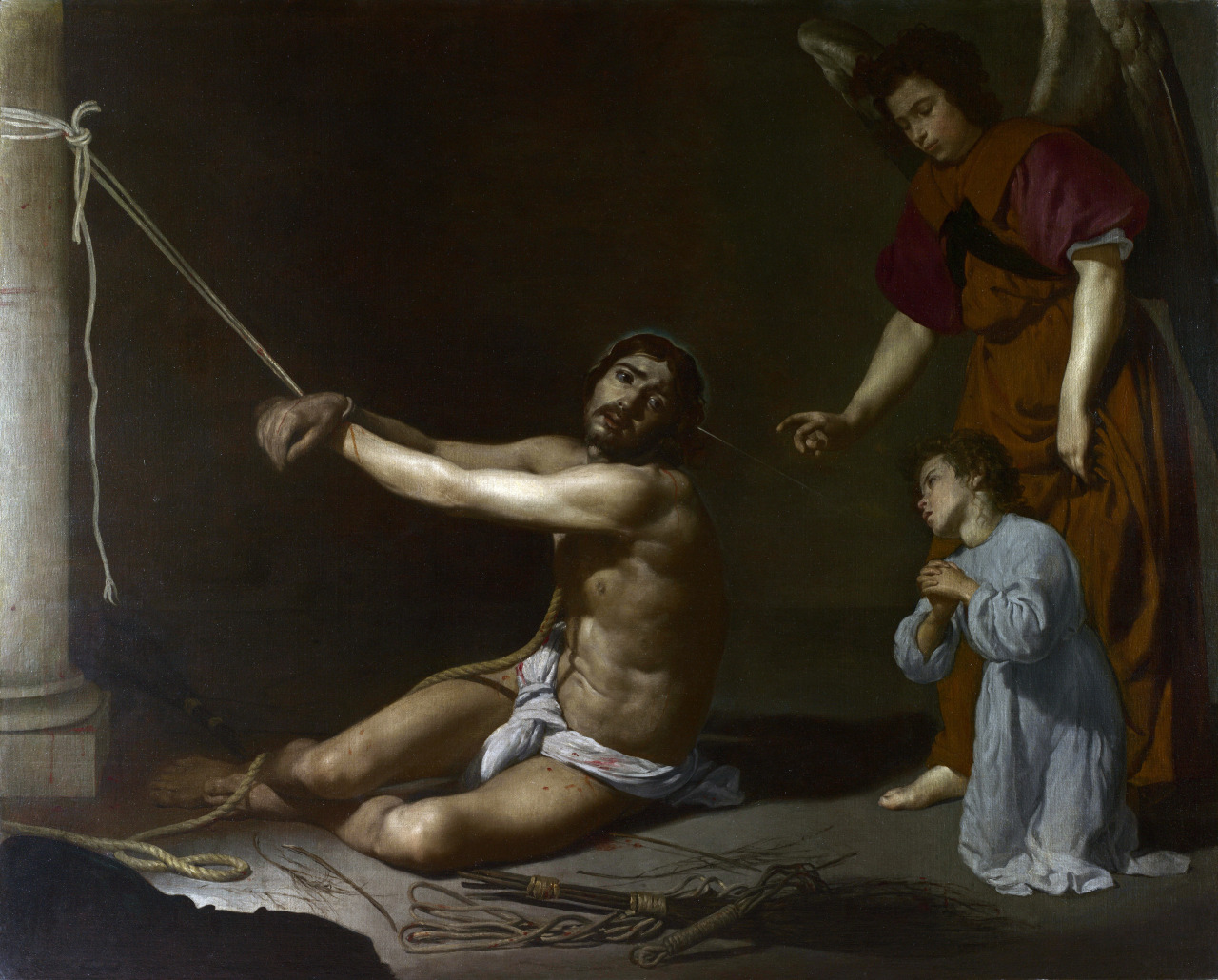
"Jesus flagelado contemplado por uma alma cristã".
1629. Por Diego Velásquez.

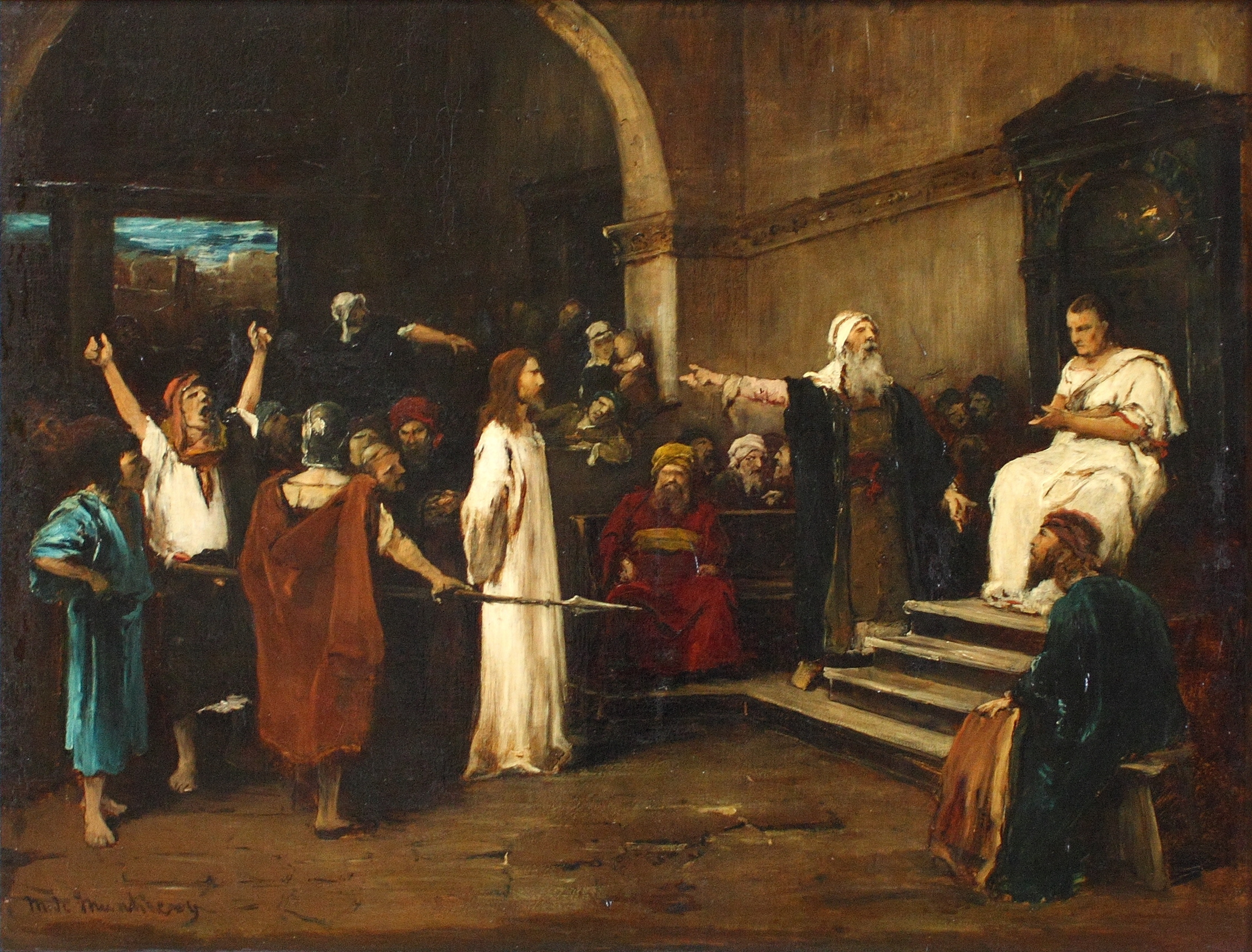
Cristo perante Pôncio Pilatos.
1881. Por Mihály Munkácsy, atualmente no Museu d'Orsay, em Paris.

Este episódio trata do julgamento de Jesus no pretório perante Pôncio Pilatos que foi precedido pelo julgamento de Jesus no Sinédrio. Aparece em Marcos 15 Marcos 15:1–21, Mateus 27 Mateus 27:1–26, João 18 João 18:28–40 e Lucas 23:1–25. Neste trecho amplo estão vários outros episódios conhecidos, alguns exclusivos de Lucas, como Jesus na corte de Herodes, e outros que só aparecem em outros evangelhos, como a Flagelação de Jesus, o Ecce Homo e Pilatos lavando as mãos.

### Corte de Herodes
É apenas em Lucas que Jesus é enviado para a corte de Herodes Antipas (Lucas 23:6–12). Após ter sido julgado pelo Sinédrio, Jesus é enviado para o governador romano Pôncio Pilatos que, ao saber que ele era galileu, entendeu que o caso estaria sob a jurisdição de Herodes Antipas. É um evento que é parte da chamada Corte de Pilatos.

### Barrabás
Após concluir que nem ele e nem Herodes viram motivos para condenar Jesus à morte, Pôncio Pilatos afirma que irá soltá-lo após castigá-lo. Porém, a multidão começou a gritar e a exigir que Jesus fosse morto e que Barrabás fosse solto, como era o costume. Apesar dos apelos, o grito predominante era: «Crucifica-o! Crucifica-o!» (Lucas 23:21) Depois de uma última tentativa, o clamor popular prevaleceu e Pilatos cedeu: «soltou aquele que havia sido preso por causa da sedição e do homicídio, a quem eles pediam, mas entregou a Jesus à vontade deles.» (Lucas 23:25).

#### Versículo 17
O versículo 17 não aparece em todas as versões modernas da Bíblia ou, quando aparece (como é caso em Lucas 23:17, na Tradução Brasileira da Bíblia) está entre chaves.

## Crucificação de Jesus
No início do relato sobre a crucificação, Lucas conta que Simão Cireneu foi escolhido para carregar a cruz de Jesus e que atrás deles vinha uma grande multidão que se lamentava. Em algum ponto, Jesus falou para as "Filhas de Jerusalém":
| “ | «...não choreis por mim; mas chorai por vós mesmas e por vossos filhos, porque dias virão, em que se dirá: Bem-aventuradas as estéreis, e os ventres que nunca geraram, e os peitos que nunca amamentaram. Então começarão a dizer aos montes: Cai sobre nós, e aos outeiros: Cobri-nos, porque se isto se faz no lenho verde, que se fará no seco? E também conduziram outros dois, que eram malfeitores, para com ele serem mortos. E quando chegaram ao lugar chamado Caveira, ali o crucificaram, e aos malfeitores, um à direita e outro, à esquerda. E dizia Jesus: Pai, perdoa-lhes, porque não sabem o que fazem. E repartindo as vestes dele, lançaram sortes.» (Lucas 23:28–34) | ” |

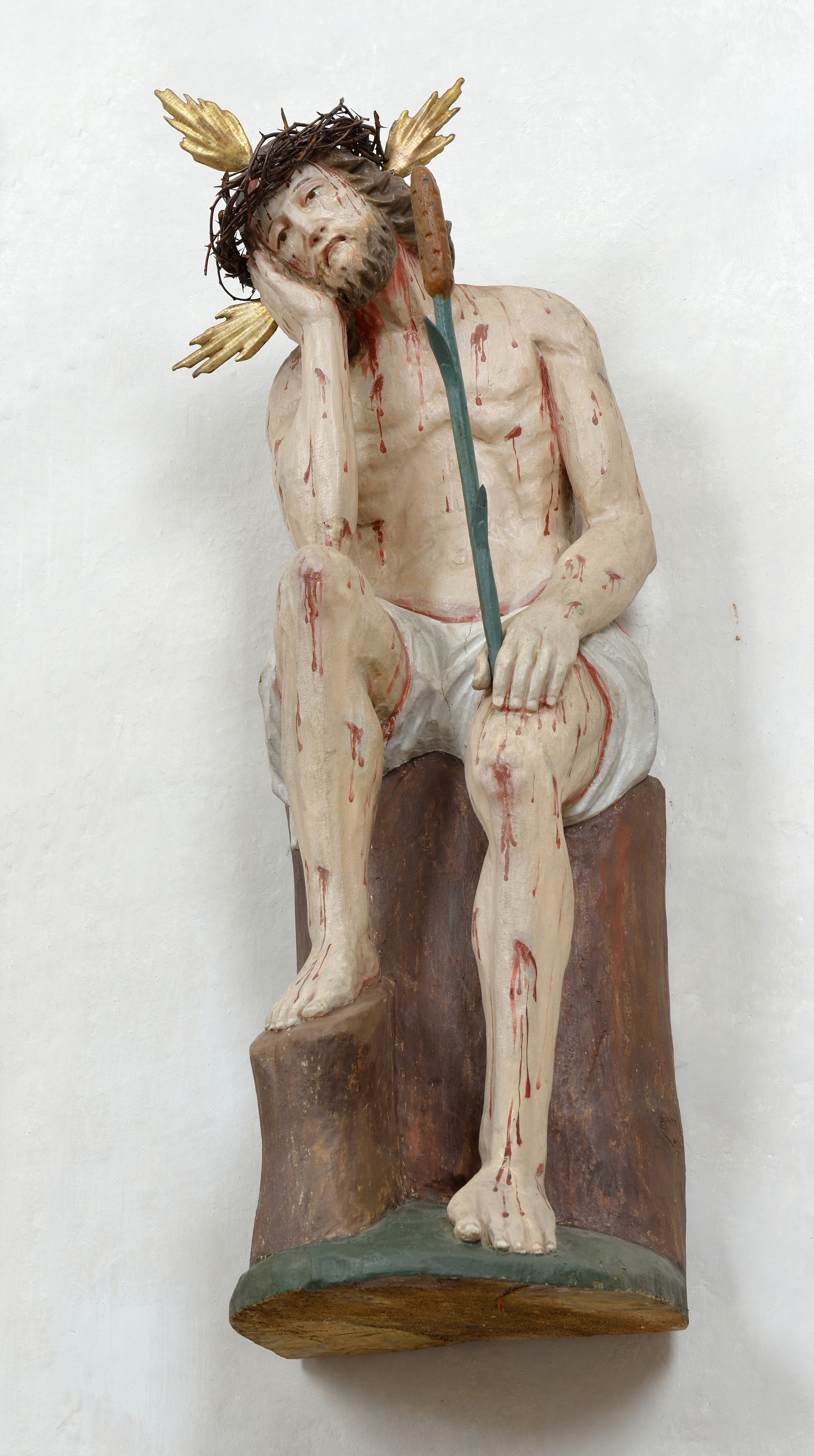
Ecce homo, a imagem de Jesus depois de castigado por Pilatos.
Escultura em Villandro, na Itália.

Seguiram junto no cortejo os dois ladrões crucificados, um de cada lado de Jesus. Enquanto os soldados dividiam na sorte as vestes de Jesus, ele os perdoou. Depois foi zombado, escarnecido e zombado. É em Lucas que Jesus conversa com os dois ladrões (o bom ladrão e o ladrão impenitente) e salva um deles por sua fé. Estes episódios são narrados ainda em Mateus 27 (Mateus 27:33–44) e Marcos 15 (Marcos 15:22–32) e o trecho entre João 18:38 e João 19 (João 19:1–16).

### Morte de Jesus
| “ | «Era já quase a hora sexta e, escurecendo-se o sol, houve trevas sobre toda a terra até a hora nona; e rasgou-se pelo meio o véu do santuário. Jesus, clamando em alta voz, disse: Pai, nas tuas mãos entrego o meu espírito. Tendo dito isto, expirou. Vendo o centurião o que acontecera, deu glória a Deus, dizendo: Realmente este homem era justo. Toda a multidão que se reunira para presenciar este espetáculo, vendo o que acontecera, retirava-se, batendo nos peitos. Mas todos os conhecidos de Jesus e as mulheres que o tinham seguido desde a Galileia, conservavam-se de longe, contemplando estas coisas.» (Lucas 23:44–49) | ” |

O centurião citado é tradicionalmente reconhecido como sendo São Longino. A morte de Jesus foi relatada também em Mateus 27 (Mateus 27:45–46) e Marcos 15 (Marcos 15:33–41) e João 19 (João 19:28–30). 

## Sepultamento de Jesus
Lucas conta que José de Arimateia, membro do Sinédrio, esteve com Pilatos e pediu-lhe o corpo de Jesus. Depois de ser retirado da cruz, o corpo foi envolvido em linho e depositado num túmulo novo aberto na rocha. Segundo ele, era a parasceve e ia começar o sabá ("sábado"). Ele termina o capítulo informando que as mulheres que seguiam Jesus desde a Galileia prepararam aromas e bálsamos, mas descansaram no sabá como era a Lei. Há paralelos em Mateus 27 (Mateus 27:57–61) e Marcos 15 (Marcos 15:42–47) e João 19 (João 19:38–42).

## Texto
O texto original deste evangelho foi escrito em grego koiné e alguns dos manuscritos antigos que contêm este capítulo, dividido em 56 versículos, são:
- Papiro 75 (c. 175-225)
- Codex Vaticanus (325-350)
- Codex Sinaiticus (330-360)
- Codex Bezae (c. 400)
- Codex Washingtonianus (c. 400)
- Codex Alexandrinus (c. 400-440)
- Codex Ephraemi Rescriptus (c. 450; apenas os versículos 26-56)